# Giroesfera
La giroesfera (inglés "Gyrosphere") es un vehículo  ficticio  de la película Jurassic World (2015). Es el medio de transporte de la atracción Valle de Giroesferas, esta atracción consistía en ver a los herbívoros, hasta incluía un monitor para obtener información de los animales.

## Especies de la atracción
- Apatosaurus
- Stegosaurus
- Triceratops
- Parasaurolophus

## Detrás de la escena
Cuando Zach y Gray Mitchell son perseguidos por la Indominus rex. La Indominus casca el vehículo con su propia mandíbula
superior, como si fuera una serpiente, eso era una demostración que tiene genes de serpiente, como que puede detectar las emisiones infrarrojas, según afirma Claire Dearing.